# Хімой
Хімой (рос. Химой) — село у Шаройському районі Чечні Російської Федерації.
Населення становить 340 осіб (2019). Входить до складу муніципального утворення Хімойське сільське поселення.

## Історія
Згідно із законом від 14 липня 2008 року органом місцевого самоврядування є Хімойське сільське поселення.

## Населення
| 1939 | 2002 | 2010 | 2012 | 2013 | 2014 | 2015 |
| ---- | ---- | ---- | ---- | ---- | ---- | ---- |
| 477  | ↘164 | ↗309 | ↗343 | ↘329 | ↘313 | ↘291 |
| 2016 | 2017 | 2018 | 2019 |      |      |      |
| ↗304 | ↗326 | ↗340 | →340 |      |      |      |